# Hòa ước Leoben

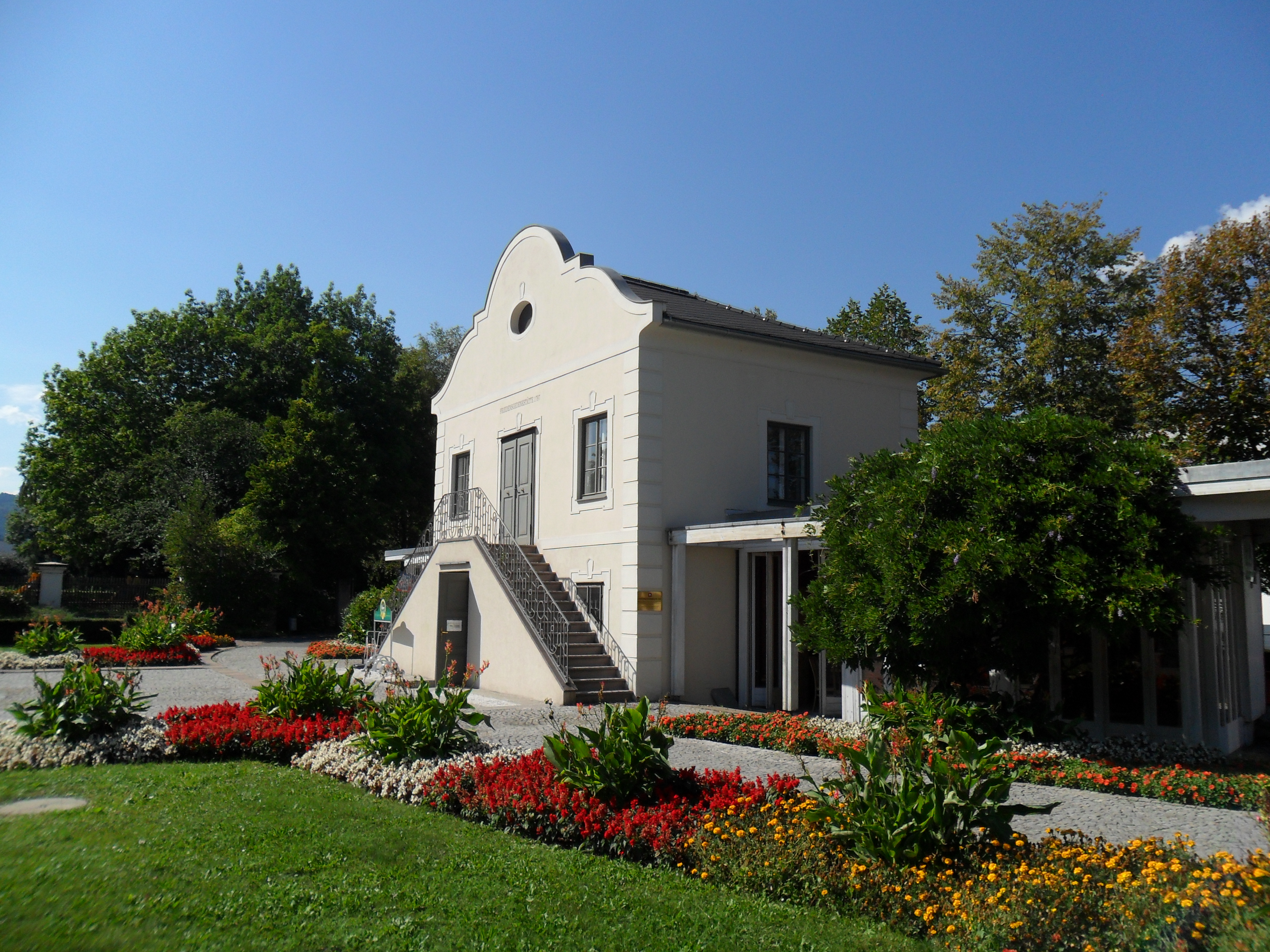
Nhà vườn trước đây thuộc sở hữu của Josef von Eggenwald là nơi ký kết

Hòa ước Leoben hoặc Hòa ước sơ bộ Leoben (tiếng Anh: Peace of Leoben; tiếng Đức: Vorfrieden von Leoben) là một hiệp định đình chiến chung và thỏa thuận hòa bình sơ bộ giữa Đế chế La Mã Thần thánh và Đệ Nhất Cộng hòa Pháp nhằm chấm dứt Chiến tranh Liên minh thứ nhất. Nó được ký kết tại Eggenwaldsches Gartenhaus, gần Leoben, vào ngày 18 tháng 4 năm 1797 (29 tháng V trong Lịch Cộng hòa Pháp) bởi Tướng Maximilian, Bá tước xứ Merveldt và Marzio Mastrilli, Hầu tước xứ Gallo thay mặt cho Hoàng đế Francis II và Tướng Napoléon Bonaparte đại diện cho Chế độ đốc chính Pháp. Các phê chuẩn đã được trao đổi tại Montebello vào ngày 24 tháng 5 và hiệp ước có hiệu lực ngay lập tức.
Vào ngày 30 tháng 3, Napoleon Bonaparte đặt tổng hành dinh tại Klagenfurt và từ đó, vào ngày 31 tháng 3, ông gửi một lá thư cho Tổng tư lệnh Áo là Đại công tước Karl, yêu cầu đình chiến để ngăn chặn thiệt hại thêm về nhân mạng. Không nhận được phản hồi, quân Pháp tiến xa tới Judenburg vào tối ngày 7 tháng 4. Đêm đó, Đại công tước Karl đề nghị đình chiến trong 5 ngày và được chấp nhận. Vào ngày 13 tháng 4, Bá tước xứ Merveldt đến trụ sở chính của Pháp tại Leoben. Ông yêu cầu gia hạn đình chiến để có thể ký kết hòa ước sơ bộ, điều này đã được chấp thuận và ba đề xuất đã được đưa ra. Thỏa thuận cuối cùng đã được cả hai bên chấp nhận và vào ngày 18 tháng 4 tại Leoben, hòa ước sơ bộ đã được ký kết.
Hòa ước bao gồm 9 điều công khai và 11 điều bí mật. Trong các văn bảng công khai, Hoàng đế đã nhượng lại "Các tỉnh của Bỉ" (Hà Lan thuộc Áo), và trong các văn bảng bí mật, ông đã nhượng các nhà trên bán đảo Ý của mình (Lombardia) để đổi lấy các tài sản trên đất liền của Ý thuộc Cộng hòa Venice, nơi vẫn chưa được công nhận là bị chinh phục. Ngoại trừ những tổn thất cá nhân này đối với Nhà Habsburg cầm quyền, hiệp ước bảo toàn sự toàn vẹn của Đế quốc La Mã Thần thánh, không giống như Hiệp ước Campo Formio mở rộng ngày 17 tháng 10 năm 1797.
Không có hòa bình cuối cùng nào đạt được giữa Đế chế La Mã Thần thánh và Pháp trước khi Chiến tranh Liên minh thứ hai bùng nổ vào năm 1799.